# ایگل لیک (ویسکانسین)
ایگل لیک (به انگلیسی: Eagle Lake) یک منطقهٔ مسکونی در ایالات متحده آمریکا است که در Dover واقع شده‌است. ایگل لیک ۷٫۸ کیلومتر مربع مساحت و ۱٬۱۹۲ نفر جمعیت دارد و ۲۴۴ متر بالاتر از سطح دریا واقع شده‌است.